# East Orchard
East Orchard – wieś w Anglii, w hrabstwie Dorset. Leży 33 km na północny wschód od miasta Dorchester i 159 km na zachód od Londynu.